# Paussoptinus laticornis
Paussoptinus laticornis is een keversoort uit de familie klopkevers (Ptinidae). De wetenschappelijke naam van de soort werd in 1905 gepubliceerd door Arthur Mills Lea.